# 岡本駅 (栃木県)

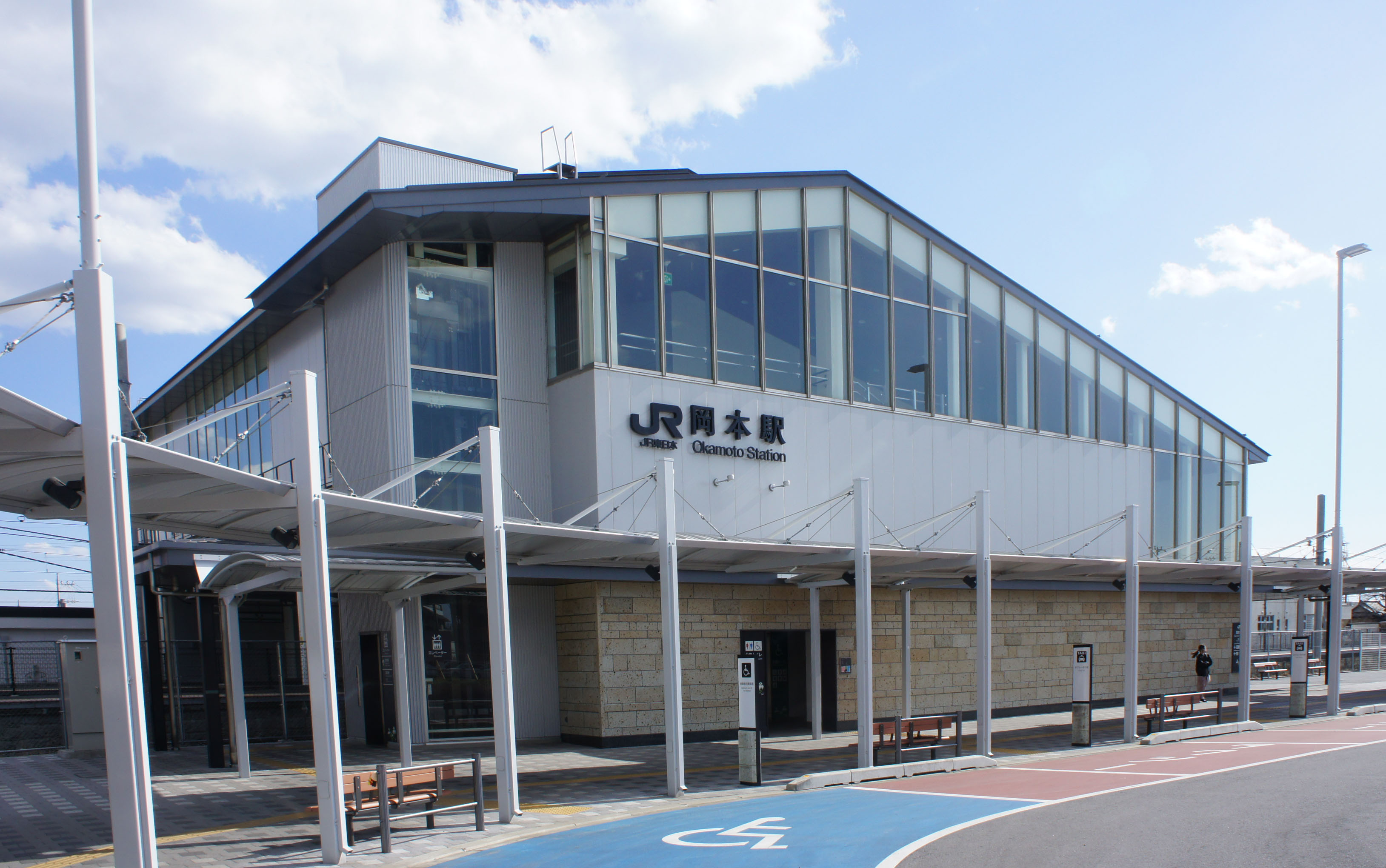
西口（2019年3月）

岡本駅（おかもとえき）は、栃木県宇都宮市下岡本町にある、東日本旅客鉄道（JR東日本）東北本線の駅である。
「宇都宮線」の愛称区間に含まれている。宇都宮駅を始発・終着とする烏山線列車も乗り入れる。

## 歴史
- 1897年（明治30年）2月25日：日本鉄道第二区線の駅として開業[2]。
- 1906年（明治39年）11月1日：鉄道国有法により国有化[2]。
- 1909年（明治42年）10月12日：線路名称制定により東北本線の所属となる。
- 1973年（昭和48年）3月：2代目駅舎に改築。（旧駅舎）
- 1984年（昭和59年）2月1日：貨物および荷物扱い廃止[2]。
- 1987年（昭和62年）4月1日：国鉄分割民営化により、東日本旅客鉄道の駅となる[2]。
- 2002年（平成14年）4月：業務委託化。
- 2004年（平成16年）10月16日：ICカードSuica供用開始[3]。
- 2008年（平成20年）
  - 1月24日：指定席券売機稼動開始。
  - 2月29日：みどりの窓口の営業が終了する。
- 2016年（平成28年）7月1日：駅舎が橋上化。西口の営業を開始[4]。
- 2017年（平成29年）2月1日：東口の工事完了、営業開始。

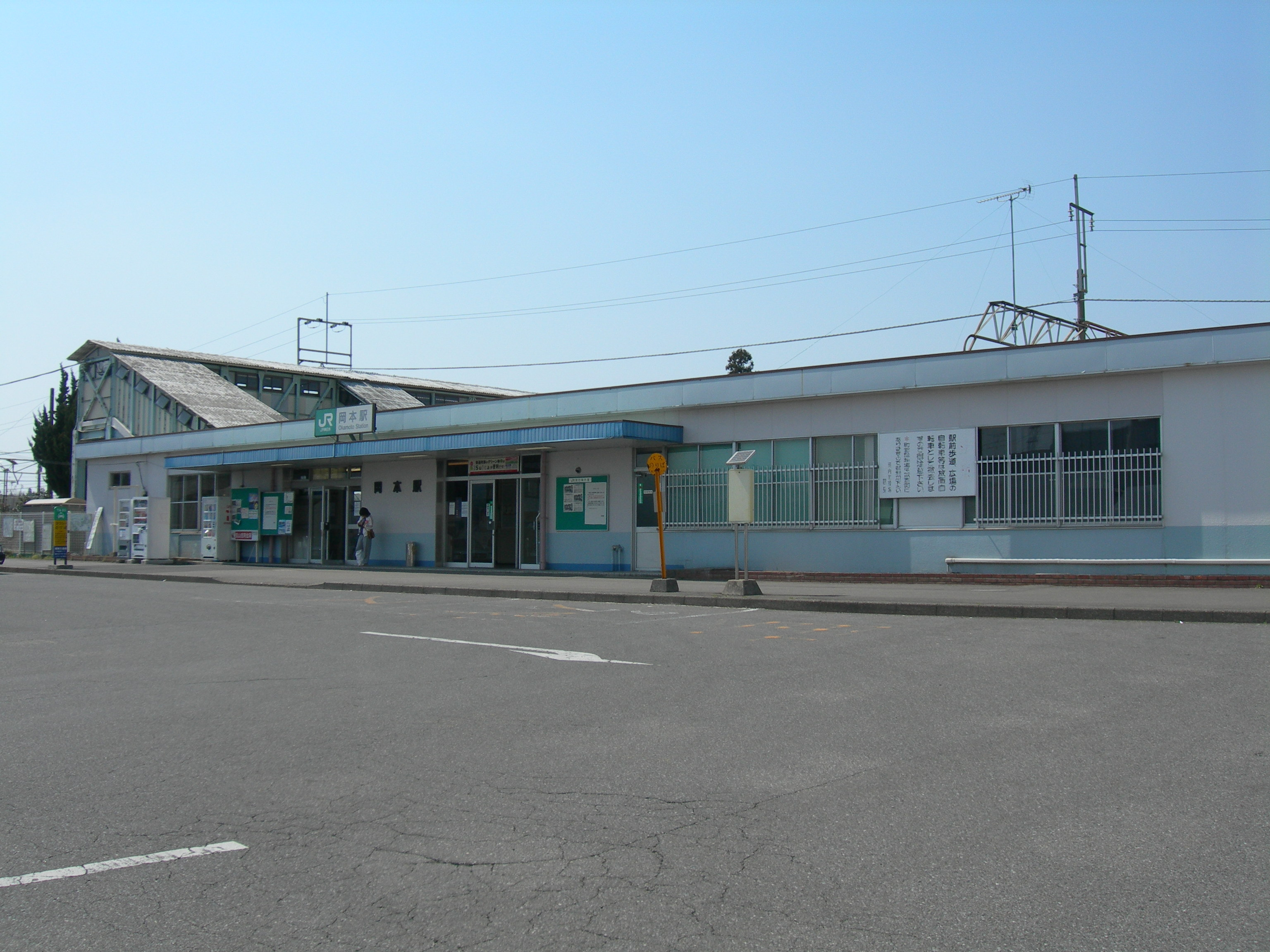
旧駅舎（2008年4月）

## 駅構造
- 宇都宮統括センター（宇都宮駅）管理の業務委託駅（JR東日本ステーションサービス受託）。
- 島式ホーム2面4線と橋上駅舎を有する地上駅。ただし1番線・3番線はフェンスで封鎖されており、事実上単式ホーム2面2線となっている。駅舎とホームは跨線橋でつながっており、どちらのホームにもエレベーターが設置されている。

### のりば
| 番線 | 路線                 | 方向 | 行先                   |
| ---- | -------------------- | ---- | ---------------------- |
| 2    | ■ 宇都宮線（東北線） | 上り | 宇都宮・大宮・東京方面 |
| 4    | ■ 宇都宮線（東北線） | 下り | 氏家・矢板・黒磯方面   |
| 4    | ■ 烏山線             | 下り | 烏山方面               |

（出典：JR東日本:駅構内図）
- 2004年3月13日のダイヤ改正以降は湘南新宿ラインの列車が、2022年3月12日のダイヤ改正以降は上野方面（上野東京ライン）の列車は当駅に乗り入れなくなった。

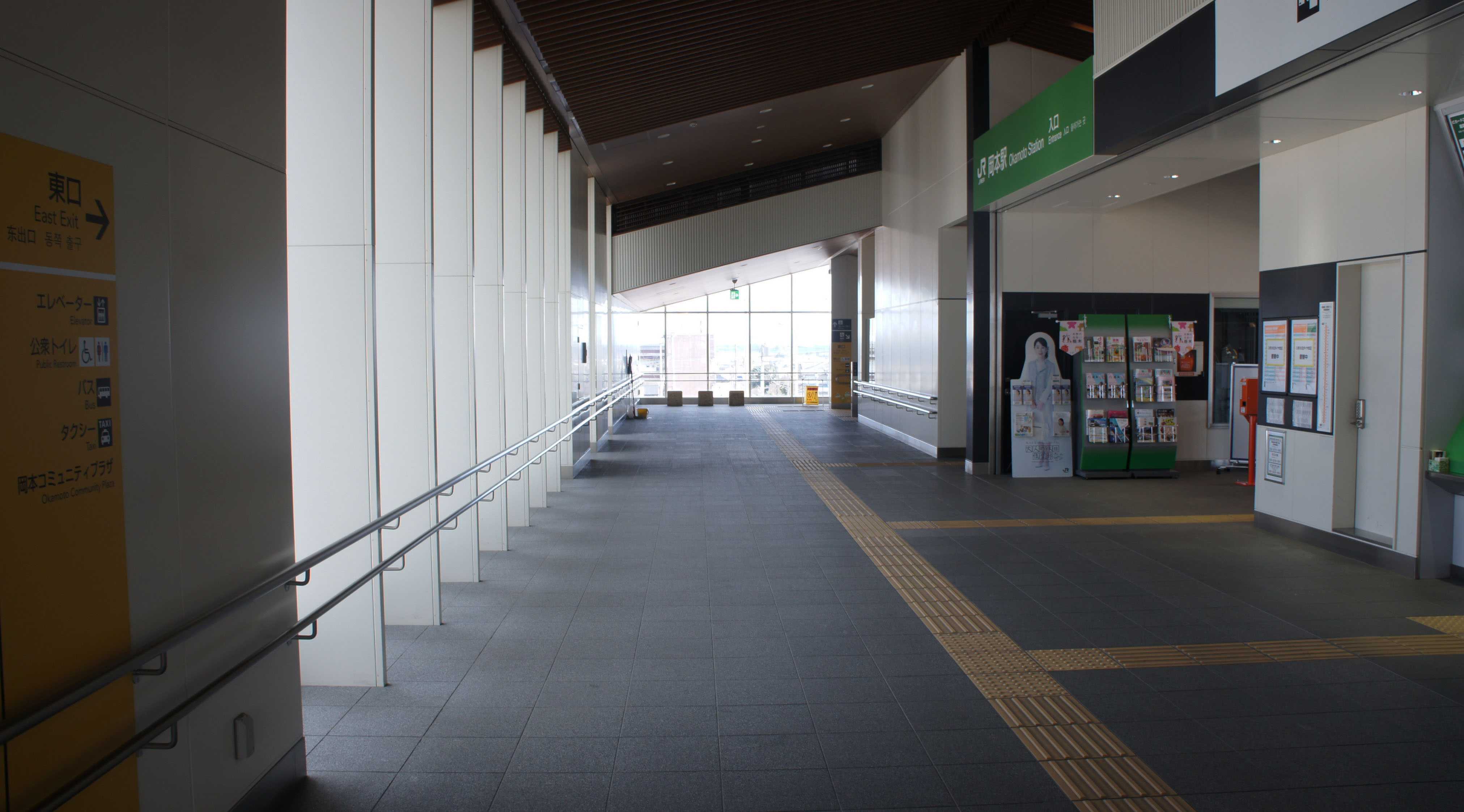
東西通路（2019年3月）
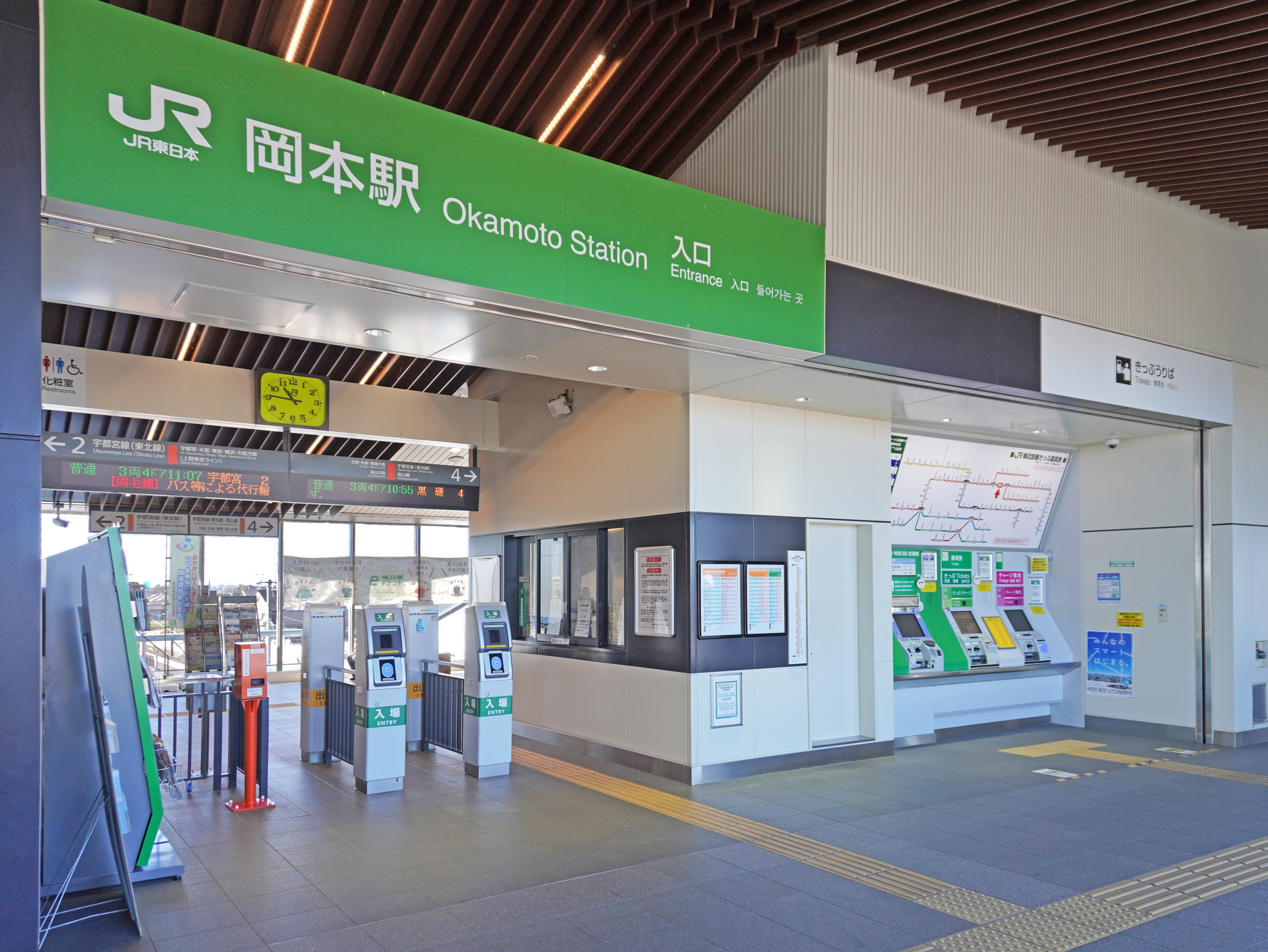
改札口（2022年11月）
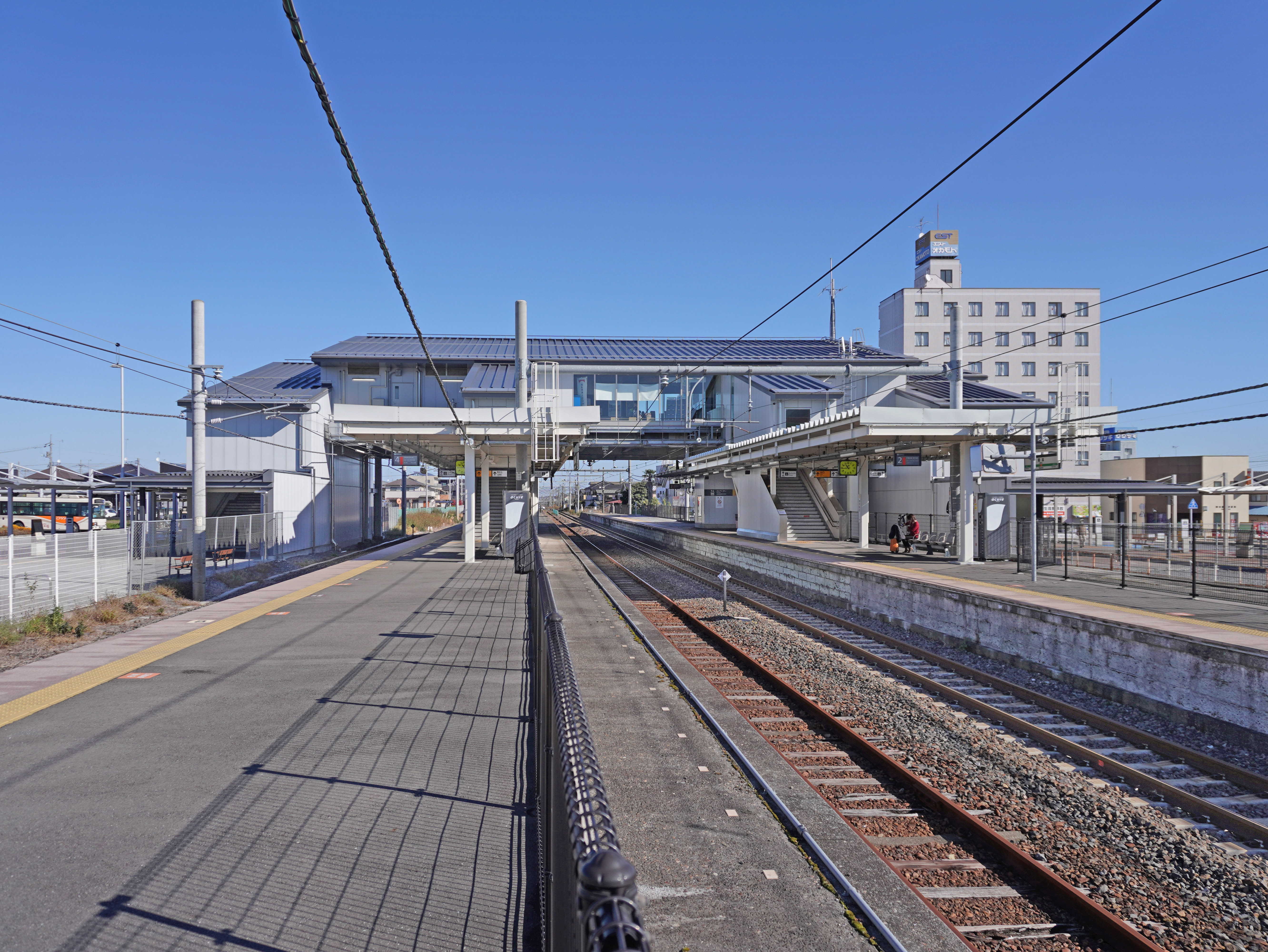
ホーム（2022年11月）

## 利用状況
JR東日本によると、2023年度（令和5年度）の1日平均乗車人員は2,148人である。
2000年度（平成12年度）以降の推移は以下のとおりである。
| 乗車人員推移       | 乗車人員推移     | 乗車人員推移    |
| 年度               | 1日平均 乗車人員 | 出典            |
| ------------------ | ---------------- | --------------- |
| 2000年（平成12年） | 2,059            | [ 利用客数 2 ]  |
| 2001年（平成13年） | 2,078            | [ 利用客数 3 ]  |
| 2002年（平成14年） | 1,967            | [ 利用客数 4 ]  |
| 2003年（平成15年） | 1,943            | [ 利用客数 5 ]  |
| 2004年（平成16年） | 1,892            | [ 利用客数 6 ]  |
| 2005年（平成17年） | 1,907            | [ 利用客数 7 ]  |
| 2006年（平成18年） | 1,882            | [ 利用客数 8 ]  |
| 2007年（平成19年） | 1,909            | [ 利用客数 9 ]  |
| 2008年（平成20年） | 1,902            | [ 利用客数 10 ] |
| 2009年（平成21年） | 1,808            | [ 利用客数 11 ] |
| 2010年（平成22年） | 1,809            | [ 利用客数 12 ] |
| 2011年（平成23年） | 1,840            | [ 利用客数 13 ] |
| 2012年（平成24年） | 1,918            | [ 利用客数 14 ] |
| 2013年（平成25年） | 1,945            | [ 利用客数 15 ] |
| 2014年（平成26年） | 1,896            | [ 利用客数 16 ] |
| 2015年（平成27年） | 1,994            | [ 利用客数 17 ] |
| 2016年（平成28年） | 2,059            | [ 利用客数 18 ] |
| 2017年（平成29年） | 2,432            | [ 利用客数 19 ] |
| 2018年（平成30年） | 2,659            | [ 利用客数 20 ] |
| 2019年（令和元年） | 2,704            | [ 利用客数 21 ] |
| 2020年（令和02年） | 1,892            | [ 利用客数 22 ] |
| 2021年（令和03年） | 1,881            | [ 利用客数 23 ] |
| 2022年（令和04年） | 2,012            | [ 利用客数 24 ] |
| 2023年（令和05年） | 2,148            | [ 利用客数 1 ]  |

## 駅周辺
- 国道4号
- 栃木県道73号上横倉下岡本線
- 栃木県道157号下岡本上戸祭線
- 栃木県道158号下岡本上三川線
- 宇都宮工業団地
- 宇都宮市役所 岡本事務所
- 岡本コミュニティプラザ
- 岡本台自動車学校
- 岡本駅前郵便局
- 国立病院機構宇都宮病院
- 栃木県立岡本台病院
- ジェイ・バス宇都宮事業所
- 日枝神社
- 岡本家住宅
- 山神社
- 市営駐輪場
- たいらや岡本店
- フードオアシスOTANI岡本店

その他スーパーなども数軒ある。

### バス路線
関東自動車が、西口からJR宇都宮駅方面、東口からベルモール方面へ運行している。

## その他
- 以前は当駅から高崎製紙日光工場（現：王子マテリア日光工場）（1941年運輸開始[5]）・川崎重工業宇都宮工場（現：ジェイ・バス宇都宮事業所。川重時代は貨車製造工場）への専用線が存在していた。その廃線跡は遊歩道となっている。
- 以前は、4番線ホームに待合所があったが、駅舎の橋上化に伴い、2015年（平成27年）2月に取り壊された。
- 西口階段の手すり下部にあるガラスにはサギソウ（河内町の花）が描かれている。

## 隣の駅
東日本旅客鉄道（JR東日本）
■宇都宮線・■烏山線（烏山線は宇都宮駅 - 宝積寺駅間東北本線）
宇都宮駅 - 岡本駅 - 宝積寺駅

### 記事本文

### 利用状況
1. 1 2  “各駅の乗車人員（2023年度）”.   東日本旅客鉄道. 2024年7月20日閲覧。
2. ↑  “各駅の乗車人員（2000年度）”.   東日本旅客鉄道. 2019年2月13日閲覧。
3. ↑  “各駅の乗車人員（2001年度）”.   東日本旅客鉄道. 2019年2月13日閲覧。
4. ↑  “各駅の乗車人員（2002年度）”.   東日本旅客鉄道. 2019年2月13日閲覧。
5. ↑  “各駅の乗車人員（2003年度）”.   東日本旅客鉄道. 2019年2月13日閲覧。
6. ↑  “各駅の乗車人員（2004年度）”.   東日本旅客鉄道. 2019年2月13日閲覧。
7. ↑  “各駅の乗車人員（2005年度）”.   東日本旅客鉄道. 2019年2月13日閲覧。
8. ↑  “各駅の乗車人員（2006年度）”.   東日本旅客鉄道. 2019年2月13日閲覧。
9. ↑  “各駅の乗車人員（2007年度）”.   東日本旅客鉄道. 2019年2月13日閲覧。
10. ↑  “各駅の乗車人員（2008年度）”.   東日本旅客鉄道. 2019年2月13日閲覧。
11. ↑  “各駅の乗車人員（2009年度）”.   東日本旅客鉄道. 2019年2月13日閲覧。
12. ↑  “各駅の乗車人員（2010年度）”.   東日本旅客鉄道. 2019年2月13日閲覧。
13. ↑  “各駅の乗車人員（2011年度）”.   東日本旅客鉄道. 2019年2月13日閲覧。
14. ↑  “各駅の乗車人員（2012年度）”.   東日本旅客鉄道. 2019年2月13日閲覧。
15. ↑  “各駅の乗車人員（2013年度）”.   東日本旅客鉄道. 2019年2月13日閲覧。
16. ↑  “各駅の乗車人員（2014年度）”.   東日本旅客鉄道. 2019年2月13日閲覧。
17. ↑  “各駅の乗車人員（2015年度）”.   東日本旅客鉄道. 2019年2月13日閲覧。
18. ↑  “各駅の乗車人員（2016年度）”.   東日本旅客鉄道. 2019年2月13日閲覧。
19. ↑  “各駅の乗車人員（2017年度）”.   東日本旅客鉄道. 2019年2月13日閲覧。
20. ↑  “各駅の乗車人員（2018年度）”.   東日本旅客鉄道. 2019年7月11日閲覧。
21. ↑  “各駅の乗車人員（2019年度）”.   東日本旅客鉄道. 2020年7月10日閲覧。
22. ↑  “各駅の乗車人員（2020年度）”.   東日本旅客鉄道. 2021年7月11日閲覧。
23. ↑  “各駅の乗車人員（2021年度）”.   東日本旅客鉄道. 2022年8月5日閲覧。
24. ↑  “各駅の乗車人員（2022年度）”.   東日本旅客鉄道. 2023年7月9日閲覧。